# Margaret Lazarus
Margaret Lazarus (* 22. Januar 1949) ist eine US-amerikanische Filmproduzentin und Regisseurin. Sie produziert hauptsächlich sozialkritische und feministische Dokumentarfilme.

## Leben und Wirken
Margaret Lazarus wuchs in Queens als einzige Tochter zweier Lehrer auf. Ihre Eltern waren in der Lehrergewerkschaft aktiv und setzten sich gegen Rassismus ein, bis sie 1968 durch den Brownsville School Strike in einen Interessenkonflikt gerieten. Lazarus entwickelte durch ihr politisch aktives Elternhaus ein Bewusstsein für soziale Gerechtigkeit. Durch ihre in der Nähe lebenden Großeltern wurde sie an die jüdische Kultur herangeführt.
Lazarus besuchte bis 1969 das Vassar College, wo sie sich der bildenden Kunst widmete und den B.A. erlangte. Danach studierte sie Kommunikationswissenschaften und Medien an der Boston University. 1972 schloss sie das Studium mit dem Master ab. An der Boston University lernte sie ihren zukünftigen Ehemann Renner Wunderlich (* 1947) kennen, mit dem sie zwei Söhne bekam.
Lazarus’ beruflicher Werdegang begann bei einem privaten Bostoner TV-Sender, wo sie zunächst als Rechercheurin, dann als Autorin und schließlich als Produzentin von Public-Affairs-Beiträgen arbeitete. Die kommerzielle Ausrichtung und häufige Unterbrechung des TV-Programms mit Werbespots störte sie jedoch. 1974 gründeten sie und Wunderlich in Massachusetts ihre eigene Produktionsgesellschaft Cambridge Documentary Films, ein gemeinnütziges Unternehmen (Non-Profit Corporation). Im gleichen Jahr erschien ihr erster Dokumentarfilm Taking Our Bodies Back, der von der Frauengesundheitsbewegung handelt. Es folgten weitere Dokumentarfilme zu Themengebieten wie Vergewaltigung, häusliche Gewalt, Homophobie und das Bild der Frau in den Medien. Mit diesen Themen betraten sie häufig filmisches Neuland. Ihr Kurzfilm Defending Our Lives (1994) über Frauen, die wegen Mordes an ihrem gewalttätigen Partner in Haft sind, wurde mit einem Oscar ausgezeichnet.
Lazarus lebt mit ihrem Mann in Belmont, Massachusetts. Neben ihrer Arbeit als Filmemacherin gibt sie Kurse an amerikanischen Universitäten, beispielsweise an der Tufts University zu dem Thema Producing Films for Social Change. Sie betätigt sich als Autorin von Zeitschriftenartikeln sowie des Kapitels über Gewalt und Missbrauch in dem feministischen Standardwerk über Frauengesundheit Our Bodies, Ourselves. Sie ist Mitglied der Academy of Motion Picture Arts and Sciences.

## Auszeichnungen (Auswahl)
- 1994: Oscar in der Kategorie Bester Dokumentar-Kurzfilm (Defending Our Lives)
- 1994: Independent Film Award auf dem New England Film & Video Festival (Defending Our Lives)[9]
- 1995: Alumni Award des Boston University College of Communication[10]
- Senior-Stipendium der Tisch School an der Tufts University

## Filmografie
- 1974: Taking Our Bodies Back
- 1975: Rape Culture
- 1977: Eugene Debs and the American Movement
- 1979: Killing Us Softly
- 1982: Pink Triangles
- 1982: Calling the Shots
- 1985: Choosing Children
- 1986: The Last Empire
- 1987: Still Killing Us Softly: Advertising's Image of Women
- 1989: Hazardous Inheritance
- 1990: Not Just a Job
- 1991: Life's Work
- 1991: Advertising Alcohol
- 1994: Defending Our Lives
- 1998: Strong at the Broken Places: Turning Trauma to Recovery
- 1999: Women's Rights, Human Rights
- 2000: Beyond Killing Us Softly
- 2003: Rape Is...
- 2010: BirthMarkings